# Ernst August Grieb
Ernst August Grieb (* 16. Oktober 1845 in Burgdorf; † 1. Oktober 1928 ebenda, reformiert, heimatberechtigt in Burgdorf) war ein Schweizer Politiker (Radikale). 

## Leben
Ernst August Grieb wurde am 16. Oktober 1845 in Burgdorf als Sohn des Käseexporthändlers Ludwig Grieb geboren. Nach dem Besuch von Schulen in Burgdorf lebte Ernst August Grieb im Welschland. In der Folge verbrachte er zwecks kaufmännischer Ausbildung ein Jahr in Livorno und vier Jahre in Moskau. Schliesslich übernahm Ernst August Grieb im Jahr 1878 zusammen mit seinem Bruder Adolf das Käseexportgeschäft seines Vaters, nämlich die Ludwig Grieb & Co., dem er bis 1910 vorstand.
Ernst August Grieb heiratete im Jahr 1873 Susanna Magdalena, die Tochter des Samuel Krähenbühl. Er verstarb am 1. Oktober 1928 zwei Wochen vor Vollendung seines 83. Lebensjahres in Burgdorf.

## Politische Karriere
Ernst August Grieb fungierte zunächst als Mitglied des Bürgerrates Burgdorf, als Präsident der Schützengesellschaft sowie als Mitbegründer der Pferdezuchtgenossenschaft Burgdorf. Im Jahr 1890 leistete Grieb während der Bundesintervention nach dem Tessiner Putsch Aktivdienst unter Oberst Arnold Künzli, in der Position eines Oberstbrigadiers der Infanterie. Sein dadurch erworbener Bekanntheitsgrad erleichterte ihm bei den Parlamentswahlen 1890 den Einzug in den Nationalrat, in dem er bis 1893 der Radikal-Demokratische Fraktion angehörte.